# Estadio Ciudad de Puertollano
El estadio Ciudad de Puertollano, también conocido como "nuevo cerrú" es un estadio situado en la ciudad de Puertollano (Ciudad Real-España) que se inauguró el día 21 de noviembre de 2010 en el partido CD Puertollano vs Sevilla Atlético que acabó con resultado de 2 a 2, correspondiendo a la decimocuarta jornada del grupo IV de la Segunda División B.

## Historia
El nuevo estadio se ubica en la misma posición que el antiguo "Estadio del Cerru", construido hacia 1945 y en el cual se basa, ya que en la práctica el nuevo estadio es una reconstrucción ampliada del antiguo. El antiguo estadio del Cerru fue testigo de las mayores gestas del club, entonces denominado Calvo Sotelo en referencia a la refinería que lo patrocinaba, viviendo en este estadio las temporadas que el club militó en 2ª División y casi consigue el ascenso a 1ª División, además de ser testigo del penúltimo ascenso a 1ª División de la Real Sociedad de San Sebastián.
Al final de la década de los 80 y principios de los 90, en plena decadencia del club, éste se traslada al Nuevo Estadio Municipal Sánchez Menor, situado en el otro extremo de la ciudad.
En los últimos años, debido a las peticiones de volver al antiguo estadio, ya que el Estadio Sánchez Menor es un estadio de atletismo, por tanto incómodo para el fútbol y de escasa capacidad, se decide construir un nuevo estadio sobre el antiguo Estadio del Cerru, que había caído en el abandono y estaba en ruinas, ya que únicamente se utilizaba para acontecimientos esporádicos como conciertos o exhibiciones.
Tras varios años de obra se produce la inauguración oficial el 21 de noviembre de 2010, en un apasionante partido disputado entre Puertollano y Sevilla Atlético, que acabó con resultado de 2 a 2. El primer gol marcado en este estadio fue obra del sevillista Luis Alberto para el conjunto visitante, mientras que el primer gol local de la historia del estadio fue obra de Xisco al borde del descanso.

## Características
El nuevo estadio, que es una réplica formal del antiguo Cerrú, tiene una capacidad para 7240 espectadores y cuenta con excelentes vestuarios, pista interior de calentamiento para jugadores, sala de prensa y almacén, además de contar con palcos en la tribuna cubierta sobre la cual vuela una cubierta de 17 metros. Además, la distancia entre las gradas y el césped se reduce a 3 metros en los laterales y en los fondos, y la cubierta exterior es de un sistema de chapa microestirada que permite combinar aislamiento y ventilación.